# Forêts de conifères des monts Hengduan
Les forêts de conifères des monts Hengduan regroupent trois écorégions terrestres du biome des forêts de conifères tempérées dans l'Himalaya oriental : les forêts de conifères subalpines des monts Hengduan ; les forêts de conifères des monts Qionglai et Min et les forêts de conifères et mixtes des gorges de la Salouen et du Mékong.
Ces zones montagneuses forment une région écologique identifiée par le Fonds mondial pour la nature (WWF) comme faisant partie de la liste « Global 200 », c'est-à-dire considérée comme exceptionnelle au niveau biologique et prioritaire en matière de conservation.